# Minerotrófico

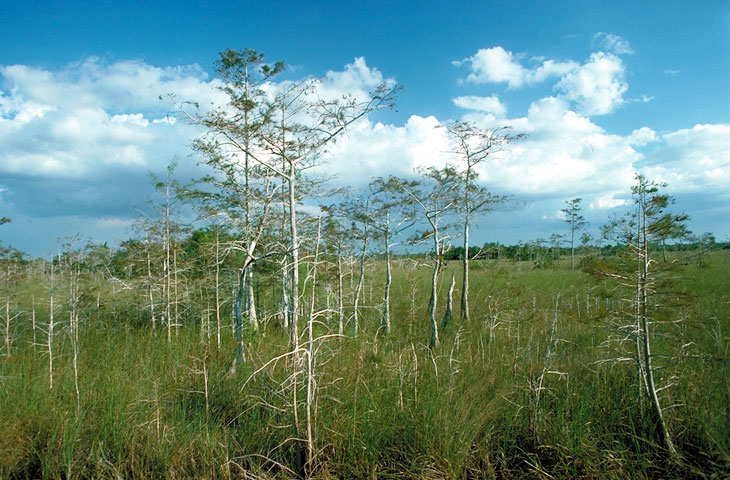
Uma imagem do Parque Nacional Everglades, uma grande área úmida minerotrófica localizada nos Estados Unidos.

Minerotrófico refere-se a ambientes que recebem nutrientes principalmente por meio de água subterrânea que flui através de solos ou rochas ricos em minerais, ou de água superficial que flui sobre a terra. Os termos "minerotrófico", “minerogênico” e “geogênico” são frequentemente usados de forma intercambiável, embora os dois últimos se refiram principalmente a sistemas hidrológicos, enquanto o primeiro está relacionado à dinâmica de nutrientes.
O processo hidrológico por trás das áreas úmidas minerotróficas resulta em água que adquiriu produtos químicos dissolvidos, aumentando os níveis de nutrientes e reduzindo a acidez. Isso, por sua vez, afeta as assembleias de vegetação e a diversidade na área úmida em questão. Se os produtos químicos dissolvidos incluem bases químicas, como íons de cálcio ou magnésio, a água é chamada de base-rica e é neutra ou alcalina.
Em contraste com ambientes minerotróficos, ambientes ombrotróficos [en] obtêm água principalmente da precipitação, sendo muito pobres em nutrientes e mais ácidos. Dentre os vários tipos de áreas úmidas, turfeiras são frequentemente minerotróficas, enquanto turfeiras pobres e pântanos são frequentemente ombrotróficos. Pântanos alagados e pauls também podem ser alimentados por fontes de água subterrânea em certo grau.

## Hidrologia
A configuração hidrológica de uma área úmida influencia fortemente suas características. Íons químicos são transportados para as áreas úmidas por meio de seu sistema hidrológico, afetando o pH, a condutividade e os níveis de nutrientes. A dinâmica química e de nutrientes pode variar dependendo da configuração hidrológica da área úmida minerotrófica, que pode incluir predominância de descarga de água, recarga ou uma combinação de ambos. Essas características também variam sazonalmente, conforme os níveis médios de água subterrânea aumentam e diminuem em diferentes períodos do ano. Essa sazonalidade pode elevar a água abaixo do solo ou acima da superfície, tornando-a livremente exposta. Fatores adicionais, como condições geológicas, tipo de solo e morfologia da superfície, também podem influenciar as características de uma área úmida em conjunto com a configuração hidrológica.

## Comunidade vegetal
A disponibilidade estável de água e nutrientes por meio de sistemas de água subterrânea permite que uma ampla diversidade de espécies vegetais cresça em áreas úmidas minerotróficas. Isso também permite a acumulação de turfa, desde que a água não flua muito rapidamente. Uma área úmida minerotrófica pode ser alcalina ou levemente ácida, o que também influencia as comunidades de vegetação local. Turfeiras ricas são frequentemente caracterizadas por condições hidrológicas alcalinas, permitindo maior diversidade de plantas. Essas áreas podem ser dominadas por musgos da família Amblystegiaceae e juncos do gênero Carex. Turfeiras pobres ácidas são frequentemente dominadas por musgos do gênero Sphagnum, que tendem a aumentar ainda mais a acidez.

## Exemplos
Um exemplo notável de área úmida minerotrófica é os Everglades, uma grande área úmida subtropical localizada no oeste da Flórida, EUA.